# أرجمون برتقالي
أرجمون برتقالي أو خشخاش شائك برتقالي (الاسم العلمي:Argemone aurantiaca) هو نوع من النباتات يتبع جنس الأرجمون من الفصيلة الخشخاشية.